# Samantha Arévalo
Samantha Michelle Arévalo Salinas, född 30 september 1994, är en ecuadoriansk simmare.
Arévalo tävlade för Ecuador vid olympiska sommarspelen 2012 i London, där hon blev utslagen i försöksheatet på 800 meter frisim. Vid olympiska sommarspelen 2016 i Rio de Janeiro slutade Arévalo på 9:e plats på 10 km öppet vatten.